# Отенхофен
Отенхофен (њем. Ottenhofen) општина је у њемачкој савезној држави Баварска. Једно је од 26 општинских средишта округа Ердинг. Према процјени из 2010. у општини је живјело 1.809 становника. Посједује регионалну шифру (AGS) 9177134.

## Географски и демографски подаци
Отенхофен се налази у савезној држави Баварска у округу Ердинг. Општина се налази на надморској висини од 498 метара. Површина општине износи 10,3 km². У самом мјесту је, према процјени из 2010. године, живјело 1.809 становника. Просјечна густина становништва износи 176 становника/km².